# Viișoara (Teleorman)
Viișoara is een Roemeense gemeente in het district Teleorman.
Viișoara telt 2064 inwoners.